# Rhizolepadidae
Rhizolepadidae zijn een familie van rankpootkreeften.

## Geslachten
Het volgende geslacht is bij de familie ingedeeld:
- Rhizolepas Day, 1939